# Gmina Bardo
Gmina Bardo je polská městsko-vesnická gmina v okrese Ząbkowice Śląskie v Dolnoslezském vojvodství. Sídlem gminy je město Bardo.
Gmina má rozlohu 73,41 km² a zabírá 9,16 % rozlohy okresu. Skládá se z deseti starostenství.

## Části gminy
město
- Bardo

vesnice
- Brzeźnica
- Dębowina
- Dzbanów
- Grochowa
- Janowiec
- Laskówka
- Opolnica
- Potworów
- Przyłęk

## Sousední gminy
Kamieniec Ząbkowicki, Kladsko, Stoszowice, Ząbkowice Śląskie, Złoty Stok.